# Герб Садового сельского поселения (Тверская область)
Герб муниципального образования Садо́вое се́льское поселе́ние Вышневолоцкого района Тверской области Российской Федерации — опознавательно-правовой знак, служащий официальным символом муниципального образования.
Герб утверждён Решением Совета депутатов Садового сельского поселения № 32 от 25 сентября 2006 года.
Герб внесён в Государственный геральдический регистр Российской Федерации под регистрационным номером 3038.

## Описание герба
«В зелёном поле на лазоревой оконечности стена без зубцов: посередине серебряная, по сторонам — золотая, мурованная чёрным и сопровождаемая вверху тремя золотыми яблоками с червлёными боками (два и одно). Щит увенчан муниципальной короной установленного образца».

## Обоснование символики
На территории поселения с 1946 г. школа [[[садоводство|садоводов]]-агротехников, специализирующаяся на выращивании саженцев районированных сортов яблонь. Плодопитомник неоднократно становился призёром выставок на ВДНХ. Это отражено в изображении трёх яблок.
Золотой пояс с серебряным прямоугольником означает гранитную плотину, которая регулировала уровень воды для спуска и подъёма барж по Вышневолоцкой водной системе.